# Alkowdiella
Alkowdiella is een geslacht van wantsen uit de familie van de Enicocephalidae. Het geslacht werd voor het eerst wetenschappelijk beschreven door Štys in 2002.

## Soorten
Het genus bevat de volgende soorten:

- Alkowdiella paleceki Štys, 2002
- Alkowdiella raunoi Štys, 2002